# كورت وارنر
كورت وارنر (بالإنجليزية: Curt Warner) هو لاعب كرة قدم أمريكية أمريكي، ولد في 18 مارس 1961 في وايومنغ في الولايات المتحدة.

## وصلات خارجية
- كورت وارنر على موقع مرجع كرة القدم المحترفة.كوم (الإنجليزية)